# Омрани, Абдельхаким
Абдельхаким Омрани (фр. Abdelhakim Omrani; родился 18 февраля 1991 года в Фрейминг-Мирлебахе) — алжирский футболист, полузащитник клуба «Расинг» (Люксембург).

## Клубная карьера
Омрани начал свою карьеру, выступая за юношескую команду местного «Метца». Затем Абдельхаким в течение шести лет выступал за «Нанси», после чего окончательно осел в молодёжке «Ланса». 6 марта 2009 года в матче против «Анже» он дебютировал за основной состав в Лиге 2. В том же году клуб вышел в элиту. 22 января 2011 года в матче против «Кана» он дебютировал в Лиге 1. За три года пребывания в «Лансе» Абдельхаким принял участие в четырёх матчах, во всех случаях выходя на замену. В поисках игровой практики Омрани начал поиски новой команды. В августе 2011 году он был на просмотре в мюнхенской «Баварии», но несмотря на хорошую игру клубы не смогли договориться о цене, и Омрани вернулся в обратно. В декабре 2011 тренер «Ньюкасла» Алан Пардью, лично просматривал Абдельхакима, но полузащитник не произвёл на тренера «сорок» впечатления и снова вернулся «Ланс». 14 февраля 2012 года Омрани покинул команду.
В начале 2013 года Омрани присоединился к «Ле-Ману». 15 февраля в матче против «Кана» он дебютировал за новую команду. 29 марта в поединке против «Лаваля» Абдельхаким забил свой первый гол за «Ле-Ман».
Летом того же года Омрани перешёл в «Ним». 22 ноября в матче против «Истра» он дебютировал за новый клуб. 22 марта 2014 года в поединке против своего бывшего клуба «Ланса» Абдельхаким забил свой первый гол за «Ним». Летом 2015 года Омрани подписал контракт с «Ньором». 7 августа в матче против «Дижона» он дебютировал за новую команду. Через год Абдельхаким перешёл в «Седан», где отыграл сезон в Лиге 3. Летом 2017 года Омрани присоединился к английскому «Олдем Атлетик», подписав контракт на два года. В матче против «Ротерем Юнайтед» он дебютировал в Первой лиге Англии. Летом 2018 года Абдельхаким стал игроком бельгийского «Виртона».

## Международная карьера
После того, как Абдельхаким был заигран за юношескую сборную Франции, в сентябре 2011 года он был включен в заявку Сборной Алжира (до 23 лет) для участия в молодёжном Кубке Африки и даже провел четыре дня в тренировочном лагере на сборах. В результате он решил последовать примеру своего соотечественника и партнера по сборной Антара Яхья и выступать за Алжир.

## Личная жизнь
Омрани родился в пригороде Метца, Мозеле, в семье алжирских эмигрантов. У Абдельхакима пять братьев и все они спортсмены. Старший, Ясмин — профессиональный легкоатлет, младшие тоже футболисты, выступающие за марсельский «Олимпик». Бийель уже принял участие в матче за основной состав клуба, а десятилетний Набиль находится в молодёжной системе клуба.